# Быстрые нейтроны
Быстрые нейтроны — свободные нейтроны, кинетическая энергия которых больше некоторой величины, конкретное значение которой зависит от контекста, в котором используется термин.
В физике ядерных реакторов быстрыми обычно называют нейтроны с энергиями больше 0,1 МэВ. Зависимость сечений взаимодействия с веществом для таких нейтронов имеет гладкий характер, без пиков, характерных для более медленных резонансных нейтронов.
Энергия нейтронов может быть уменьшена с помощью замедлителей нейтронов.